# Coprinopsis
Coprinopsis P. Karst., Acta Societatis pro Fauna et Flora Fennica 2(1): 27 (1881).
Il genere Coprinopsis è un gruppo di funghi che fino ad oggi erano classificati nel genere "Coprinus".
Basandosi su studi filogenetici fatti da Redhead ed altri, il genere Coprinus è stato diviso e il Coprinopsis, insieme ai generi Coprinellus, Parasola e Psathyrella è stato collocato nel 2001 nella nuova famiglia delle Psathyrellaceae (Singer) Vilgalys, Moncalvo & Redhead .

## Caratteristiche del genere
Velo
Velo presente, spesso lascia sul cappello effimere squame o larghi lembi membranosi.
Lamelle
Sempre deliquescenti.
Carne
Fragile, presto deliquescente.
Odore e sapore: quasi sempre trascurabili.

## Habitat
Funghi quasi sempre saprofiti, anche lignicoli.

## Commestibilità delle specie
Senza valore.

## Etimologia
Coprinopsis significa "simile al Coprinus".

## Specie di Coprinopsis
Specie tipo: Coprinopsis ealaensis Beeli [as 'ealeansis'] (1928).
Il genere include le seguenti specie:
- Coprinopsis atramentaria,
- Coprinopsis lagopus,
- Coprinopsis cinerea,
- Coprinopsis variegata,
- più circa altre 100 specie.